# Roman Osadnik
Roman Osadnik (ur. 1972 w Zabrzu) – polski manager kultury, pierwszy dyrektor Teatru „Polonia”.
Absolwent kulturoznawstwa na Uniwersytecie Śląskim oraz studiów podyplomowych – managerów kultury w Szkole Głównej Handlowej w Warszawie oraz podyplomowych studiów na Uniwersytecie Jagiellońskim w Krakowie (Wydział Zarządzania i Komunikacji Społecznej, Instytut Prawa Własności Intelektualnej), w zakresie prawa autorskiego, wydawniczego i prasowego.
Kariera
W latach 1992–1997 pracował w Operze Śląskiej w Bytomiu, jako kierownik działu imprez i reklamy. Współpracował z Józefem Opalskim jako asystent reżysera przy przedstawieniu „Zagraj mi melodie z dawnych lat”. Był asystentem dyrektora w V Konkursie Wokalistyki Operowej im. A. Didura.
Pracę w Teatrze Rozrywki podjął w roku 1997 na stanowisku managera. Był inicjatorem i organizatorem nowych cykli i wydarzeń teatralnych, m.in. wakacyjnych przeglądów przedstawień, podjął także stałą współpracę wymiany z warszawskimi scenami (Teatr Powszechny, Polski, Ateneum). Od 1 września 2000 r. Roman Osadnik był zastępcą dyrektora Teatru Rozrywki. Pod jego nadzorem dokonano licznych modernizacji teatru. Zmodyfikowano także strukturę organizacyjną, doprowadzając m.in. do stworzenia nowej komórki – specjalistów ds. pozyskiwania funduszy poza dotacją. Od września 2005 r. do lipca 2011 r. był dyrektorem warszawskiego Teatru „Polonia” (a w latach 2010- 2011 także Och-teatru w Warszawie). W 2010 roku otrzymał Złoty Laur Umiejętności i Kompetencji za zaangażowanie w budowę prywatnej sceny.
W lipcu 2011 objął funkcję dyrektora Teatru Studio w Warszawie.